# Adam Holland
Jonathan Adam Holland (Filadelfia, 14 de septiembre de 1971) es un deportista estadounidense que compitió en remo.
Ganó dos medallas en el Campeonato Mundial de Remo, en los años 1994 y 1997. Participó en los Juegos Olímpicos de Atlanta 1996, ocupando el séptimo lugar en la prueba de dos sin timonel.

## Palmarés internacional
| Campeonato Mundial | Campeonato Mundial            | Campeonato Mundial | Campeonato Mundial |
| Año                | Lugar                         | Medalla            | Prueba             |
| ------------------ | ----------------------------- | ------------------ | ------------------ |
| 1994               | Indianápolis (Estados Unidos) | Medalla de plata   | Cuatro con timonel |
| 1997               | Aiguebelette (Francia)        | Medalla de bronce  | Dos sin timonel    |